# Hermann Vetters (Geologe)
Hermann Vetters (* 31. Juli 1880 in Wien; † 6. Oktober 1941 ebenda) war ein österreichischer Geologe.

## Leben
Vetters ging in Böhmisch Leipa aufs Gymnasium und studierte anschließend an der Wiener Universität. 1903 wurde er Assistent am Lehrstuhl für Geologie, 1908 ging er an die Geologische Reichsanstalt. Daneben lehrte er an der Montanistischen Hochschule in Leoben als Privatdozent für tektonische Geologie.
Während des Ersten Weltkrieges war er der militärischen Bauanstalt als Geologe zugeteilt, wo er die Instruktionsabteilung für Tiefbohrungen und Bohrbrunnen leitete. 1916 bis 1918 diente er im k.u.k. Kriegsministerium und war zuletzt Oberleutnant Ingenieur des Landsturms.
Nach dem Krieg kehrte er an die Geologische Bundesanstalt zurück, deren Chefgeologe er wurde. Er gehörte auch zu den Gründungsmitgliedern der Geologischen Gesellschaft in Wien, in der er 1934/35 Präsident war. Am 25. Oktober 1938 beantragte Vetters die Aufnahme in die NSDAP und wurde rückwirkend zum 1. Mai aufgenommen (Mitgliedsnummer 6.264.883).
Nach seinem Tode wurde Vetters auf dem Evangelischen Friedhof Simmering beigesetzt. Die Vettersgasse in Wien-Favoriten erhielt per Gemeinderatsbeschluss vom 16. November 1955 seinen Namen.
Der Archäologe Hermann Vetters war sein Sohn.

## Bedeutung
Vetters besondere Leistung liegt in der Erstellung einer geologischen Karte von Österreich und in der Auffindung von Öllagerstätten im Lande. Außerdem bereiste er Albanien, Syrien, die Bukowina, Dalmatien und die Westkarpathen, wo er überall geologische Aufnahmen machte.

## Schriften (Auswahl)
- Kleine Geologie Niederösterreichs. Erläuterungen zur geologischen Oleatenkarte im Maße 1:750.000. Lechner, Wien 1909.
- Geologisch-tektonische Übersichtskarte des Wiener Beckens und seiner Randgebirge 1:250.000. Österreichische Lehrmittel-Anstalt, Wien 1910.
- Geologisch-tektonische Übersichtskarte des Wiener Beckens und seiner Randgebirge 1:100.000. Österreichische Lehrmittel-Anstalt, Wien 1910.
- Die geologischen Verhältnisse der weiteren Umgebung Wiens und Erläuterungen zur Geologisch-tektonischen Übersichtskarte des Wiener Beckens und seiner Randgebirge im Maßstabe 1:100.000. Österreichische Lehrmittel-Anstalt, Wien 1910.
- Geologische Karte der Republik Österreich und der Nachbargebiete 1:500.000. Kartographisches Institut, Wien um 1933.
- Erläuterungen zur geologischen Karte von Österreich und seiner Nachbargebiete. Die Formationen und Gesteine der Ostalpen und Vorlande und der angrenzenden Teile der Fränkisch-Schwäbischen Alb, des Böhmischen Massivs, der Karpathen und des Karstes. 2. Auflage. Geologische Bundesanstalt, Wien 1947.